# Кенна
Ке́нна (ок. 1351 — 27 апреля 1367) — первая жена слупского князя Казимира (Кажки) IV. Дочь великого князя литовского Ольгерда.

## Биография
Сведений о жизни Кенны сохранилось крайне мало. В исторических источниках дважды она упоминается как дочь великого князя Ольгерда, однако в хронике Яна из Чарнкова она названа дочерью брата Ольгерда — Кейстута. В одном из документов её имя записано как Иоанна, но в «Календаре краковской кафедры» она именуется Кенной. Обычно такое противоречие источников трактовалось двуимённостью первой жены Казимира Слупского, литовским именем которой было Кенна. На основании того, что она носила литовское имя, польский генеалог Тадеуш Василевский считает её дочерью именно Кейстута. Другой польский исследователь генеалогии Гедиминовичей Ян Тенговский не соглашается с этим мнением, настаивая на том, что Кенна — уменьшительная форма имени Кунегунда, распространённого в роду короля польского Казимира III. В этом случае форму Иоанна следует считать искажением имени княгини, допущенным авиньонским переписчиком оригинального документа.
Согласно этому же источнику, в 1360 году «Иоанне» было около 10 лет, а «предварительный брак» (sponsalia de futuro) между ней и Казимиром заключён годом ранее. Историк Иоахим Здренке указывает на то, что договорённость о заключении брака была достигнута в июне 1358 года во время встречи литовских князей с Казимиром III. Ян Тенговский на основании того, что, по его мнению, брак родителей Кенны был заключен в 1350 году, полагает, что она, вероятно, была рождена в 1351 году. По каноническому праву, брак мог вступить в силу только тогда, когда девушке исполнится 12 лет, а юноше — 14. Так как в 1360 году Казимиру было 9 лет, брак должен был состояться в 1366 году.
Жених и невеста жили при дворе короля польского Казимира III, который рассчитывал этим браком укрепить союзнические отношения с Великим княжеством Литовским в надежде христианизировать Литву. Согласно «Календарю краковской кафедры», 27 апреля 1367 года Кенна скончалась бездетной.